# Sarıseki (İskenderun)
Sarıseki es un pueblo (municipio) perteneciente al distrito de Alejandreta en la provincia de Hatay, Turquía.

## Ubicación
El pueblo dista 10 km de Alejandreta (İskenderun en turco) y 70 km desde Antioquía («Antakya» en turco), la capital provincial. Al sur de la localidad se encuentra un castillo, denominado Kız Kalesi (en turco significa castillo de la niña) y que habría sido reconstruido por los otomanos hacia 1543-1549, además de unas antiguas ruinas conocidas como pilares de Jonás.

## Población
Su población en el año 2012 fue de 4010 habitantes, entre 2015 mujeres y 1095 hombres.